# 장옥 (명나라)
장옥(張玉, 1343년 ~ 1401년)는 원나라 말기·북원·명나라 초기 ~ 전기의 군인으로, 자는 세미(世美)이며, 변량로(汴梁路) 상부현(祥符縣) 사람이다. 연왕 주체(훗날의 명 성조)의 측근 대장으로, 주체를 따라 정난의 변에서 대활약하여 수많은 전공을 세웠으나, 정난의 변 중·후반의 동창부 전투에서 전사하였다. 영국공 장보의 아버지이다.